# خفافيش الفاكهة
الخفافيش الكبيرة أو خفافيش الفاكهة أو مجنحات الأرجل أو الوطواطيات هي فصيلة من رتبة الخفافيشات. ويطلق عليها اسم خفافيش فاكهة العالم القديم أو الثعالب الطائرة.

## الوصف

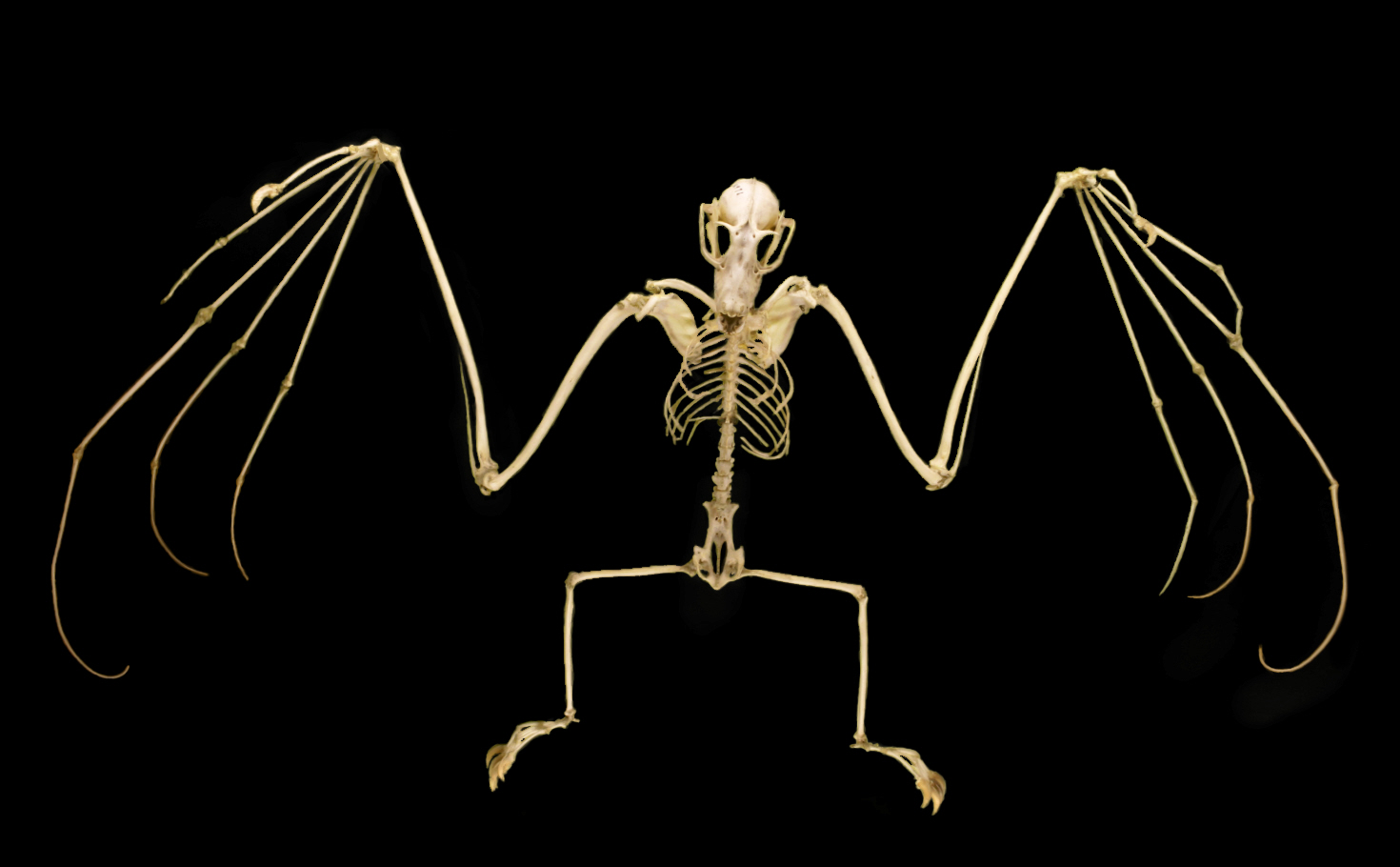
هيكل عظمي لثعلب ساموا الطائر

وخفاش الفاكهة، على النقيض من اسمها باللغة الإنجليزية الذي يعني الخفافيش الكبيرة، لا تكون دائمًا ضخمة الحجم: وأصغر الأنواع منها طوله 6 سـم (2.4 بوصة) وبالتالي فإنه أصغر من بعض الخفافيش الصغيرة. أما أكبر هذه الأنواع فيصل طوله إلى 40 سنتيمتر (16 بوصة)  والمسافة بين الجناحين تصل إلى 1.7 م (5.6 قدم)، ووزنها يصل إلى 1.6 كـغ (3.5 رطل). ومعظم خفافيش الفاكهة لديها عيون كبيرة، مما يسمح لها بالتوجه البصري في فترة حمرة الشمس للغسق وداخل الكهوف والغابات.
وهي تتميز بحاسة شم ممتازة. وعلى النقيض من الخفافيش الصغيرة، لا تستخدم خفافيش الفاكهة تحديد الموقع بالصدى (بدون استثناء، خفاش الفاكهة المصري Rousettus egyptiacus، الذي يستخدم إشارات حادة للتنقل في الكهوف..

## البيئة
يوجد في الصومال، والسودان، وأفريقيا الوسطى، وفي جنوب شبه الجزيرة العربية، وفي معظم مناطق اليمن.
البيئة المناسبة له البساتين وحدائق الفواكه والمناطق المشجرة القريبة منها في الأودية الغنية بالأشجار الكبيرة وتتواجد بشكل مجموعات وتنشط في الظلام، وفي الساعات الأولى من الفجر وتنتقل من موقع إلى آخر، وتعتمد على أعينها الكبيرة في الرؤية، وتختفي في النهار في الكهوف أو بين فروع الأشجار الكبيرة أو في الآبار القديمة والمهجورة وفي سعف النخيل المرتفع، وأينما وجدت في المناطق التي تزرع فيها النخيل

## الأجناس
ومن بعض أجناسه:
- حبتر
- سقطوم
- لثاثة
- شقاحة
- الخفاش الداكن
- رداسة
- مساخة